# Michelbach (Bessenbach)
Der Michelbach ist ein rechter Zufluss des Bessenbaches im Landkreis Aschaffenburg im bayerischen Spessart.

## Geographie

### Verlauf

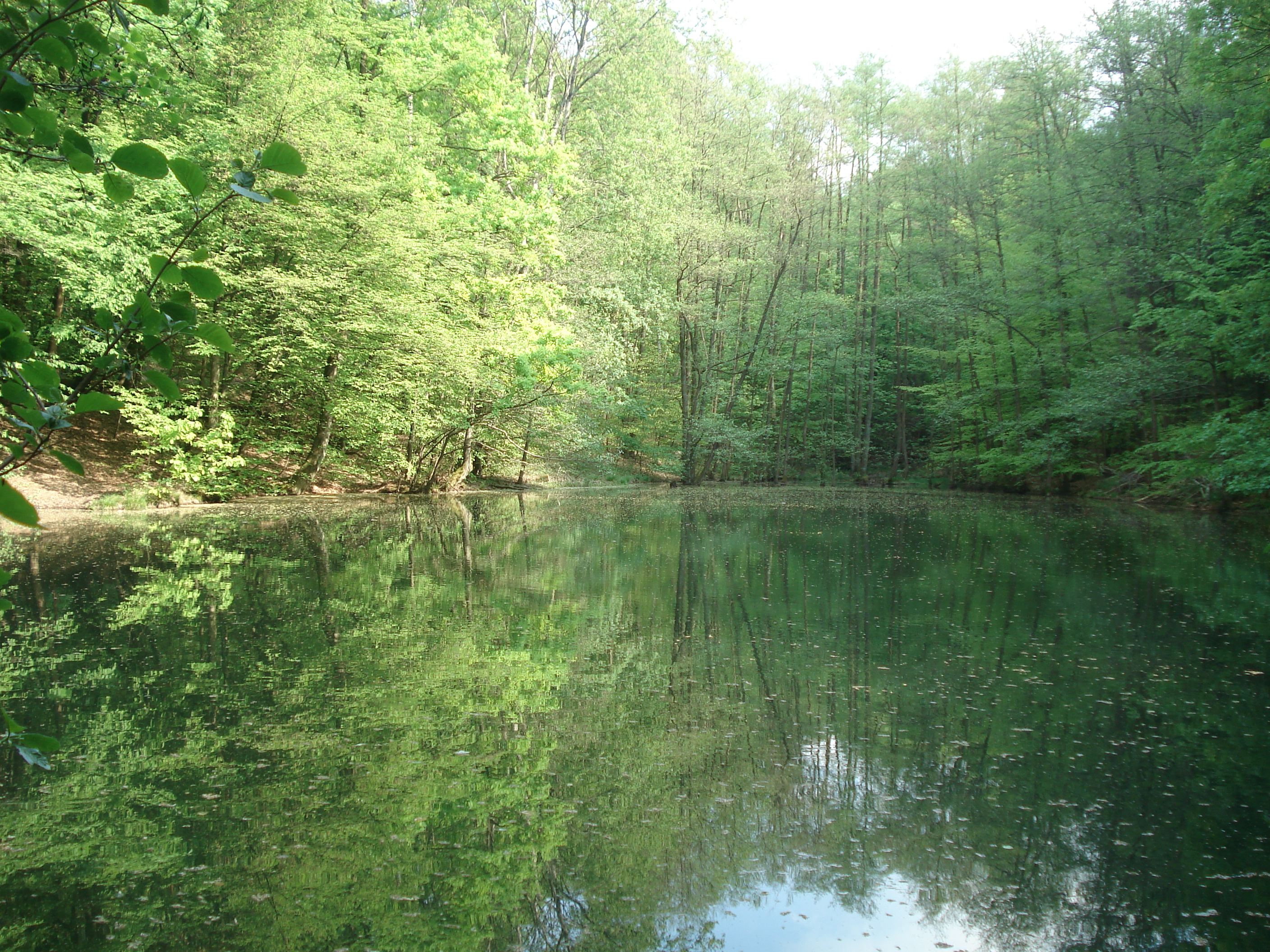
Der Waldmichelbacher See

Der Michelbach entspringt südöstlich von Waldmichelbach, einem Weiler, der  zur Gemeinde Bessenbach gehört. Die Quellen befinden sich am als Naturdenkmal ausgewiesenen Waldmichelbacher See. Der Michelbach durchfließt Waldmichelbach in nordwestliche Richtung, wo ihm der Schäfersbach von rechts zu mündet. In Keilberg unterquert er die Staatsstraße 2307 und fließt in den Bessenbach.

### Zuflüsse
- Schäfersbach (rechts)

### Flusssystem Aschaff
- Liste der Fließgewässer im Flusssystem Aschaff